# 吉田修一
吉田 修一（よしだ しゅういち、1968年9月14日 - ）は、日本の小説家。

## 来歴・人物
長崎市出身。長崎県立長崎南高等学校、法政大学経営学部卒業。大学卒業後、スイミングスクールのインストラクターのアルバイトなどを経験。
1997年、「最後の息子」で、第84回文學界新人賞を受賞し、小説家デビュー。同作で、第117回芥川龍之介賞候補。2002年、『パレード』で、第15回山本周五郎賞を受賞。同年には「パーク・ライフ」で、第127回芥川龍之介賞を受賞。純文学と大衆小説の文学賞を合わせて受賞したことで話題になった。
若者の都市生活を描いた作品が多かったが、殺人事件を題材にした長編『悪人』で2007年に第61回毎日出版文化賞と第34回大佛次郎賞を受賞。2010年、『横道世之介』で第23回柴田錬三郎賞を受賞。2019年、『国宝』で第69回芸術選奨文部科学大臣賞と第14回中央公論文芸賞を受賞。2016年、芥川龍之介賞の選考委員に就任。
台湾へたびたび渡航し同地を舞台とした長編『路（ルウ）』を執筆するなど台湾好きを自認し、台湾でも絶大な人気を誇る。
「金ちゃん」ことベンガルの金太郎と「銀ちゃん」ことスコティッシュフォールドの銀太郎の2匹のネコとともに生活する愛猫家であり、2017年にはNHK Eテレのドキュメンタリー番組『ネコメンタリー 猫も、杓子も。』に愛猫と出演した。

## 文学賞受賞・候補歴
- 1996年 - 「Water」で第82回文學界新人賞候補。
- 1997年
  - 「最後の息子」で第84回文學界新人賞受賞。
  - 「最後の息子」で第117回芥川龍之介賞候補。
- 1998年 - 「破片」で第118回芥川龍之介賞候補。
- 2000年 - 「突風」で第122回芥川龍之介賞候補。
- 2001年
  - 「熱帯魚」で第124回芥川龍之介賞候補。
  - 『熱帯魚』で第23回野間文芸新人賞候補。
- 2002年
  - 『パレード』で第15回山本周五郎賞受賞。
  - 「パーク・ライフ」で第127回芥川龍之介賞受賞。
- 2007年
  - 『悪人』で第61回毎日出版文化賞受賞。
  - 『悪人』で第34回大佛次郎賞受賞。
- 2008年  - 『悪人』で第5回本屋大賞候補[3]。
- 2010年
  - 『横道世之介』で第7回本屋大賞候補[4]。
  - 『横道世之介』で第23回柴田錬三郎賞受賞。
- 2015年 - 『怒り』で第12回本屋大賞候補[5]。
- 2019年
  - 『国宝』で第69回芸術選奨文部科学大臣賞受賞。
  - 『国宝』で第14回中央公論文芸賞受賞。
- 2022年
  - 『ミス・サンシャイン』で第29回島清恋愛文学賞受賞。

## 作品一覧

### 「AN通信エージェント・鷹野一彦」シリーズ
- 『太陽は動かない』（2012年4月 幻冬舎 / 2014年8月 幻冬舎文庫）
  - 『PONTOON』 2011年5月号 - 2012年1月号連載
- 『森は知っている』（2015年4月 幻冬舎 / 2017年8月 幻冬舎文庫）
  - 『PONTOON』 2013年12月号 - 2014年10月号連載
- 『ウォーターゲーム』（2018年5月 幻冬舎 / 2020年8月 幻冬舎文庫）
  - 『北海道新聞』、『東京新聞』、『中日新聞』、『西日本新聞』 2015年12月 - 2016年11月連載

### 「横道世之介」シリーズ
- 『横道世之介』（2009年9月 毎日新聞社 / 2012年11月 文春文庫）
  - 『毎日新聞』2008年4月1日 ‐ 2009年3月31日連載
- 『続 横道世之介』（2019年2月 中央公論新社）
  - 【改題】『おかえり横道世之介』（2022年5月 中公文庫）
    - 『小説BOC』vol.1 2016年4月 - vol.10 2018年7月連載
- 『永遠と横道世之介』（2023年5月 毎日新聞出版【上・下】）
  - 『毎日新聞』2021年11月17日 ‐ 2023年1月20日連載

### 長編
- 『パレード』（2002年1月 幻冬舎 / 2004年4月 幻冬舎文庫）
- 『ランドマーク』（2004年7月 講談社 / 2007年7月 講談社文庫）
  - 『群像』2004年5月号
- 『7月24日通り』（2004年12月 新潮社 / 2007年6月 新潮文庫）
  - 『小説新潮』2004年10月号、11月号
- 『ひなた』（2006年1月 光文社 / 2008年6月 光文社文庫）
  - 『JJ』2003年5月号 ‐ 2004年8月号連載 「キャラメル・ポップコーン」に加筆・修正、改題。
- 『悪人』（2007年4月 朝日新聞出版 / 2009年11月 朝日文庫【上・下】 / 2018年7月 朝日文庫【新装版】 / 2021年6月 文春文庫）
  - 『朝日新聞』夕刊2006年3月24日 - 2007年1月29日連載
- 『静かな爆弾』（2008年2月 中央公論新社 / 2011年3月 中公文庫 / 2022年2月 中公文庫【新装版】）
  - 『中央公論』2006年4月号 - 9月号連載
- 『さよなら渓谷』（2008年6月 新潮社 / 2010年12月 新潮文庫）
  - 『週刊新潮』2007年7月26日号 ‐ 2007年12月27日号連載
- 『元職員』（2008年11月 講談社）
- 『平成猿蟹合戦図』（2011年9月 朝日新聞出版 / 2014年3月 朝日文庫）
  - 『週刊朝日』2010年5月28日号 - 2011年4月29日号連載
- 『路（ルウ）』（2012年11月 文藝春秋 / 2015年5月 文春文庫）
  - 『文學界』2009年1月号 - 2012年2月号連載
- 『愛に乱暴』（2013年5月 新潮社 / 2018年1月 新潮文庫【上・下】）
  - 『長崎新聞』、『沖縄タイムス』他 2011年9月 - 2012年9月連載
- 『怒り』（2014年1月 中央公論新社【上・下】 / 2016年1月 中公文庫【上・下】）
  - 『読売新聞』2012年10月29日 - 2013年10月19日連載
- 『橋を渡る』（2016年3月 文藝春秋 / 2019年2月 文春文庫）
  - 『週刊文春』2014年8月14日・21日 - 2015年7月30日号連載
- 『国宝』（2018年9月 朝日新聞出版【上 青春篇・下 花道篇】 / 2021年9月 朝日文庫【上 青春篇・下 花道篇】）
  - 『朝日新聞』2017年1月1日 ‐ 2018年5月29日連載
- 『アンジュと頭獅王』（2019年9月 小学館）
- 『湖の女たち』（2020年10月 新潮社 / 2023年8月 新潮文庫）
  - 『週刊新潮』2018年8月30日号 - 2019年8月15日・22日号連載
- 『ミス・サンシャイン』（2022年1月 文藝春秋 / 2025年8月 文春文庫）
  - 『文藝春秋』2020年10月号 - 2021年10月号連載
- 『罪名、一万年愛す』（2024年10月 KADOKAWA）
  - 『産経新聞』2024年4月1日 - 9月30日連載

### 短編集
- 『最後の息子』（1999年7月 文藝春秋 / 2002年8月 文春文庫）
  - 最後の息子（『文學界』1997年6月号）
  - 破片（『文學界』1997年9月号）
  - water（『文學界』1998年8月号）
- 『熱帯魚』（2001年2月 文藝春秋 / 2003年6月 文春文庫）
  - 熱帯魚（『文學界』2000年11月号）
  - グリンピース（『文學界』1998年5月号）
  - 突風（『文學界』1999年12月号）
- 『パーク・ライフ』（2002年8月 文藝春秋 / 2004年10月 文春文庫）
  - パーク・ライフ（『文學界』2002年6月号）
  - flowers（『文學界』1999年8月号）
- 『日曜日たち』（2003年8月 講談社 / 2006年3月 講談社文庫）
  - 日曜日のエレベーター（『小説現代』2002年6月号）
  - 日曜日の被害者（『小説現代』2002年9月号）
  - 日曜日の新郎たち（『小説現代』2002年12月号）
  - 日曜日の運勢（『小説現代』2003年3月号）
  - 日曜日たち（『小説現代』2003年6月号）
- 『東京湾景』（2003年9月 新潮社 / 2006年6月 新潮文庫 / 2019年9月 新潮文庫【新装新版】）
  - 東京モノレール（『小説新潮』2002年9月号）
  - 品川埠頭（『小説新潮』2003年3月号）
  - お台場から（『小説新潮』2003年5月号）
  - 天王洲1605（『小説新潮』2003年7月号）
  - りんかい
  - お台場まで
  - 東京湾景・立夏 ※新潮文庫【新装新版】のみ収録
- 『長崎乱楽坂』（2004年5月 新潮社 / 2006年12月 新潮文庫）
  - 正吾と蟹（『新潮』2002年10月号）
  - タローと炭酸水（『新潮』2002年12月号）
  - 明生と水玉（『新潮』2003年3月号）
  - 清二と白い絣の浴衣（『新潮』2003年6月号）
  - 駿と幽霊（『新潮』2003年8月号）
  - 悠太と離れの男たち（『新潮』2003年11月号）
- 『春、バーニーズで』（2004年11月 文藝春秋 / 2007年12月 文春文庫）
  - 春、バーニーズで（『文學界』2002年9月号）
  - パパが電車をおりるころ（『文學界』2003年2月号）
  - 夫婦の悪戯（『文學界』2004年4月号）
  - パーキングエリア（『文學界』2004年11月号）
  - 楽園
- 『女たちは二度遊ぶ』（2006年3月 角川書店 / 2009年2月 角川文庫） - 『野性時代』に「日本の十一人の美しい女たち」として発表した連作
  - どしゃぶりの女（『野性時代』2004年9月号）
  - 公衆電話の女（『野性時代』2005年1月号）
  - 自己破産の女（『野性時代』2005年6月号）
  - 殺したい女（『野性時代』2005年4月号）
  - 夢の女（『野性時代』2005年5月号）
  - 平日公休の女（『野性時代』2005年3月号）
  - 泣かない女（『野性時代』2005年2月号）
  - 最初の妻（『野性時代』2004年12月号）
  - CMの女（『野性時代』2004年10月号）
  - 十一人目の女（『野性時代』2005年7月号）
  - ゴシップ雑誌を読む女（『野性時代』2004年3月号）
- 『初恋温泉』（2006年6月 集英社 / 2009年5月 集英社文庫）
  - 初恋温泉（『小説すばる』2004年1月号）
  - 白雪温泉（『小説すばる』2004年4月号）
  - ためらいの湯（『小説すばる』2004年10月号）
  - 風来温泉（『小説すばる』2005年1月号）
  - 純情温泉（『小説すばる』2005年4月号）
- 『うりずん』（2007年2月 光文社 / 2010年5月 光文社文庫）
  - 『VS.』「スポーツのある風景」改題。写真・佐内正史
- 『キャンセルされた街の案内』（2009年8月 新潮社 / 2012年6月 新潮文庫）
  - 日々の春（『an・an』2003年4月30日号、5月7日号）
  - 零下五度（『esora vol.3』2006年3月）
  - 台風一過（『文藝』2005冬号）
  - 深夜二時の男（『野性時代』2006年5月号）
  - 乳歯（『新潮』2008年1月号）
  - 奴ら（『新潮』2008年9月号）
  - 大阪ほのか（『yom yom vol.1』2006年12月）
  - 24 Pieces（『yom yom vol.5』2007年11月）
  - 灯台（『新潮』2007年1月号）
  - キャンセルされた街の案内（『文學界』1998年12月号）
- 『犯罪小説集』（2016年10月 KADOKAWA / 2016年10月 KADOKAWA【愛蔵版】 / 2018年11月 角川文庫）
  - 青田Y字路（『小説 野性時代』2015年10月号、11月号）
  - 曼珠姫午睡（『小説 野性時代』2016年5月号、6月号）
  - 百家楽餓鬼（『小説 野性時代』2015年12月号、1月号）
  - 万屋善次郎（『小説 野性時代』2016年7月号、8月号）
  - 白球白蛇伝（『小説 野性時代』2016年3月号、4月号）
- 『逃亡小説集』（2019年10月 KADOKAWA / 2019年10月 KADOKAWA【愛蔵版】 / 2022年9月 角川文庫）
  - 逃げろ九州男児（『小説 野性時代』2018年7月号、8月号）
  - 逃げろ純愛（『小説 野性時代』2019年10月号）
  - 逃げろお嬢さん（『小説 野性時代』2019年8月号、9月号）
  - 逃げろミスター・ポストマン（『小説 野性時代』2019年10月号）
- 『オリンピックにふれる』（2021年10月 講談社）
  - 【改題】『昨日、若者たちは』（2025年1月 講談社文庫）
    - 香港林檎（『群像』2007年4月号）
    - 上海蜜柑（『群像』2008年1月号）
    - ストロベリーソウル（『群像』2010年3月号）
    - 東京花火（『読売新聞』2021年7月22日 - 8月9日連載）

### 個人全集
- 『青春 コレクションI』（2019年9月 文藝春秋）
  - 紙吹雪（『Feel Love volume 1』2007年8月）
  - 命綱（『Feel Love volume 2』2008年1月）
  - 一途（『野性時代』2009年1月号）
  - 自伝小説I
  - 再録：Water / 突風 / 熱帯魚 / 台風一過 / 零下五度 / 灯台 / 初恋温泉 / 白雪温泉 / ためらいの湯 / 風来温泉 / 純情温泉 / 日曜日のエレベーター / 日曜日の被害者 / 日曜日の新郎たち / 日曜日の運勢 / 日曜日たち / パレード
- 『恋愛 コレクションII』（2019年11月 文藝春秋）
  - 愛のある場所（『フィガロジャポン』2007年12月20日号）
  - 愛を誓う（『別册文藝春秋』2015年3月号）
  - 六つ目の角で（『別册文藝春秋』2016年1月号）
  - 愛住町の女（『文學界』2016年7月号）
  - 自伝小説II
  - 再録：最後の息子 / グリンピース / 日々の春 / 24 Pieces / 春、バーニーズで / パパが電車をおりるころ / 夫婦の悪戯 / パーキングエリア / 楽園 / どしゃぶりの女 / 殺したい女 / 自己破産の女 / 泣かない女 / 平日公休の女 / 公衆電話の女 / 十一人目の女 / 夢の女 / ＣＭの女 / ゴシップ雑誌を読む女 / 最初の妻 / ひなた / 東京湾景 / パーク・ライフ
- 『犯罪 コレクションIII』（2020年1月 文藝春秋）
  - ストロベリーソウル（『群像』2010年3月号）
  - 自伝小説III
  - 再録：ランドマーク / 深夜二時の男 / 乳歯 / 奴ら / 元職員 / さよなら渓谷 / 悪人
- 『長崎 コレクションIV』（2020年3月 文藝春秋）
  - 台北迷路（『esora vol.1』2014年12月）
  - 自伝小説IV
  - 再録：破片 / flowers / キャンセルされた街の案内 / 大阪ほのか / 長崎乱楽坂 / 7月24日通り / 横道世之介

### エッセイ他
- 『あの空の下で』（2008年10月 木楽舎 / 2011年5月 集英社文庫）
  - 願い事（『翼の王国』2007年4月号）
  - 自転車泥棒（『翼の王国』2007年5月号）
  - 旅たびたび バンコク（『翼の王国』2008年5月号）
  - モダンタイムス（『翼の王国』2007年6月号）
  - 男と女（『翼の王国』2007年7月号）
  - 旅たびたび ルアンパバン（『翼の王国』2008年6月号）
  - 小さな恋のメロディ（『翼の王国』2007年8月号）
  - 踊る大紐育（『翼の王国』2007年9月号）
  - 旅たびたび オスロ（『翼の王国』2008年7月号）
  - 東京画（『翼の王国』2007年10月号）
  - 恋する惑星（『翼の王国』2007年11月号）
  - 旅たびたび 台北（『翼の王国』2008年4月号）
  - 恋恋風塵（『翼の王国』2007年12月号）
  - 好奇心（『翼の王国』2008年1月号）
  - 旅たびたび ホーチミン（『翼の王国』2008年8月号）
  - ベスト・フレンズ・ウェディング（『翼の王国』2008年2月号）
  - 流されて（『翼の王国』2008年3月号）
  - 旅たびたび スイス（『翼の王国』2008年9月号）
- 『空の冒険』（2010年8月 木楽舎 / 2013年5月 集英社文庫）
  - 『翼の王国』2008年10月号 - 2010年9月号連載
- 『作家と一日』（2015年10月 木楽舎 / 2019年1月 集英社文庫）
  - 『翼の王国』2010年9月号 - 2012年8月号連載
- 『泣きたくなるような青空』（2017年10月 木楽舎 / 2021年1月 集英社文庫）
  - 『翼の王国』2012年10月号 - 2016年10月号連載
- 『最後に手にしたいもの』（2017年10月 木楽舎 / 2021年2月 集英社文庫）
  - 『翼の王国』2012年9月号 - 2016年9月号連載
- 『ブランド』（2021年7月 KADOKAWA / 2024年4月 角川文庫） - 小説、紀行、エッセイ
  - 写真 / 新年 / 絆（『AERA』2006年10月16日号、12月11日号、2007年3月12日号）
  - 世田谷迷路（『週刊新潮』2004年10月7日号）
  - 東京湾景202X（『別冊週刊新潮』2016年2月22日号）
  - ティファニー 2012（『朝日新聞』2012年12月）
  - 「NIGHT COLOR」シリーズ（『BRUTUS』2011年5月15日号 - 2012年3月15日号）
  - 0.8（『モノガタリ by mercari』2020年）
  - 予感。（『文藝春秋』2005年4月号）
  - 日常前夜（『ダ・ヴィンチ』2007年7月号）
  - 銀座瀑布（会員向け小冊子 2021年）
  - アンダルシアにこぼれ落ちた時間。（『Esquire』2008年8月号）
  - ブータン紀行（『FRaU』2008年10月号、11月号）
  - ブレーキ / ハンドル / アクセル / パーキング（『SHIFT MAGAZINE 5号』2008年 - 『SHIFT MAGAZINE 8号』2009年）
  - 南国の気配。（『Esquire』2005年8月号）
  - 最愛の人（『週刊文春』2009年12月3日号）
  - 風が住む場所へ（『SHIFT MAGAZINE 3号』2007年）
  - 東京の森（『yomyom』2013年夏号）
  - 山崎という町の気配（『サントリークォータリー』2008年秋号）
  - 鏡合わせの都市（『THE GOLD』2010年2月号）
  - THE BAR（『SevenSeas』2006年8月号 - 2007年7月号）
  - 長崎 戻る（『文藝春秋』2007年8月号）
  - 祖母のダイニング（『東京人』2007年4月号）
- 『ぼくたちがコロナを知らなかったころ』（2023年8月 集英社文庫）
  - 『翼の王国』2016年11月号 - 2019年9月号連載
  - 拝啓 金ちゃん銀ちゃん（『NHK ネコメンタリー 猫も、杓子も。 もの書く人のかたわらには、いつも猫がいた』）
- 『素晴らしき世界 もう一度旅へ』（2023年10月 集英社文庫）
  - 『翼の王国』2019年2月号 - 2021年3月号連載

## メディア・ミックス

### 映画
- 7月24日通りのクリスマス（2006年11月3日公開、配給：東宝、監督：村上正典、主演：大沢たかお・中谷美紀、原作：7月24日通り）
- water（2007年3月17日公開、配給：ワイズポリシー、監督：吉田修一、出演：滝口幸広、川口覚、小出早織）
- パレード（2010年2月20日公開、配給：ショウゲート、監督：行定勲、出演：藤原竜也、香里奈、貫地谷しほり、林遣都、小出恵介）
- 悪人（2010年9月11日公開、配給：東宝、監督：李相日、主演：妻夫木聡、深津絵里）
- 横道世之介（2013年2月23日公開、配給：ショウゲート、監督：沖田修一、主演：高良健吾、吉高由里子）
- さよなら渓谷（2013年6月22日公開、配給：ファントム・フィルム、監督：大森立嗣、出演：真木よう子、大西信満）
- 怒り（2016年9月17日公開、配給：東宝、監督：李相日、主演：渡辺謙）[6][7][8]
- 楽園（2019年10月18日公開、配給：KADOKAWA、監督：瀬々敬久、出演：綾野剛、杉咲花、佐藤浩市、原作：青田Y字路 / 万屋善次郎『犯罪小説集』所収）[9]
- 太陽は動かない（2021年3月5日公開、配給：ワーナー・ブラザース映画、監督：羽住英一郎、主演：藤原竜也、原作：太陽は動かない / 森は知っている）
- 湖の女たち（2024年5月17日公開、配給：東京テアトル、ヨアケ、監督：大森立嗣、主演：福士蒼汰、松本まりか）
- 愛に乱暴（2024年8月30日公開、配給：東京テアトル、監督：森ガキ侑大、主演：江口のりこ、小泉孝太郎）[10]
- 国宝（2025年6月6日公開、配給：東宝、監督：李相日、主演：吉沢亮）

### テレビドラマ
- 東京湾景〜Destiny of Love〜（2004年7月5日 - 9月13日、全11話、フジテレビ系「月9」枠、主演：仲間由紀恵、原作：東京湾景）
- 春、バーニーズで（2006年2月19日、WOWOW「ドラマW」枠、監督：市川準、主演：西島秀俊・寺島しのぶ）
- 平成猿蟹合戦図（2014年11月15日 - 12月20日、全6話、WOWOW「連続ドラマW」枠、監督：行定勲、出演：鈴木京香・高良健吾）
- 路〜台湾エクスプレス〜（2020年5月16日 - 5月30日、全3話、NHK総合「土曜ドラマ」枠、主演：波瑠、原作：路（ルウ））
- 太陽は動かない -THE ECLIPSE-（2020年5月24日 - 6月28日、全6話、WOWOW「連続ドラマW」枠、主演：藤原竜也、オリジナル脚本）

### ラジオドラマ
- 7月24日通り（2004年12月24日、J-WAVE、主演：酒井若菜・田辺誠一・スネオヘアー、ナビゲーター：光浦靖子）

### 配信ドラマ
- 女たちは二度遊ぶ（2010年3月1日配信、BeeTV、監督：行定勲、主演：相武紗季・水川あさみ・小雪・優香・長谷川京子）

### 漫画
- 7月24日通り（作画：春名里日、2006年10月、講談社デザートコミックス、ISBN 978-4063654158）
- 国宝（作画：三国史明、『週刊ビッグコミックスピリッツ』2024年23号[11] - 連載中）

### 舞台
- さよなら渓谷（2010年12月に新宿SPACE雑遊にて上演、演出：鐘下辰男、出演：千葉哲也、松永玲子）
- パレード（2012年1月に天王洲 銀河劇場にて上演、演出：行定勲、出演：山本裕典、本仮屋ユイカ、原田夏希、竹内寿、福士誠治）
- 悪人（2018年3月から4月までシアタートラムにて上演、企画・台本・演出：合津直枝、出演：中村蒼、美波）
- パレード（2022年7月に新国立劇場小劇場にて上演、脚本•演出：平塚直隆、出演：松本慎也、矢島舞美、曽田陵介、眞嶋秀斗、石田千穂）

## 出演

### テレビ番組
- ネコメンタリー 猫も、杓子も。「吉田修一と金ちゃん銀ちゃん」（2017年10月2日、NHK Eテレ）[2]